# Campo Otta Colonia Elías
Campo Otta Colonia Elías är en ort i Mexiko.   Den ligger i kommunen Mexicali och delstaten Baja California, i den nordvästra delen av landet, 2 100 km nordväst om huvudstaden Mexico City. Campo Otta Colonia Elías ligger 17 meter över havet och antalet invånare är 104.
Terrängen runt Campo Otta Colonia Elías är mycket platt. Runt Campo Otta Colonia Elías är det glesbefolkat, med 19 invånare per kvadratkilometer. Närmaste större samhälle är Guadalupe Victoria, 12,0 km sydväst om Campo Otta Colonia Elías. Trakten runt Campo Otta Colonia Elías består till största delen av jordbruksmark.